# L'Uccelleria
L'Uccelleria (La Volière) est une composition pour quintette à cordes à deux violoncelles de Luigi Boccherini faisant partie intégrante du recueil des six quintettes opus 11 (G.271-276).
Composé en 1771 alors que le compositeur est au service de don Luis, prince de la maison de Bourbon, ce quintette évoque le ramage de différentes sortes d'oiseaux ainsi que des scènes de chasse et de bergerie. Il s'agit du premier essai de Boccherini dans le genre de musique descriptive, précédant de neuf ans le quintettino La Musica Notturna delle strade di Madrid (1780).

## Présentation de l’œuvre
Deux des mouvements de ce quintette : l'Adagio-Allegro giusto (qui réapparait, en forme cyclique dans le dernier mouvement indiqué Tempo primo) et I pastori e li cacciatori (les bergers et les chasseurs), font référence de manière explicite à deux passions partagées par don Luis lorsque celui-ci retiré de la Cour réside de longs mois dans ses palais princiers. La chasse, privilège de la noblesse, figure sur de longues tentures qui décorent les appartements du prince ainsi que sa nombreuse collection d'oiseaux vivant dans des volières, ou empaillés. Il ne fait aucun doute sur l'intention qu'a Boccherini, par la composition de cette œuvre, de rendre hommage à son mécène qui un an plus tôt le prenait à son service. À l'exception du menuet, davantage éclectique, le quintette forme le triptyque « pictural » suivant : oiseaux–chasse–oiseaux, avec une brève introduction d’allure pastorale mettant en scène des bergers.
Boccherini évoque la présence d'oiseaux en imitant leurs vocalisations au moyen de trilles. Il suggère aussi par des interludes plus modérés, la promenade d'un visiteur passant d'une cage à une autre, d'un oiseau à un autre.

## Structure et analyse
Quintette à cordes en ré majeur opus 11 no 6  (G.276)
1. Adagio- Allegro giusto 4/4, la majeur
2. Allegro : I pastori e li cacciatori, 6/8, la mineur
3. Tempo di Minuetto, 3/4, la majeur
4. Allegro giusto , 4/4, la majeur (reprise de la seconde section du 1er mouvement)

Sa durée d'exécution est d'environ 18 minutes.

## Discographie
- Quintettes à cordes avec deux violoncelles, op. 45 no 4, op. 46 no 4 & op. 11 no 6 Uccelleria - Europa Galante, dir. Fabio Biondi (1993, Opus 111 OPS 30-82)

## Pour approfondir